# Kostel U Jákobova žebříku
Kostel U Jákobova žebříku je sakrální stavba kobyliského sboru Českobratrské církve evangelické postavená v severní části Prahy, v Kobylisích, v ulici U Školské zahrady. Jeho vybudování bylo plánováno v době politického uvolnění na konci šedesátých let 20. století coby náhrada za nevyhovující, do té doby užívanou provizorní modlitebnu. Architektem stavby je Švýcar Ernst Gisel a její slavnostní otevření se uskutečnilo roku 1971. Následně v letech 1995 a 2001 proběhla rekonstrukce a přestavba objektu podle návrhů českých architektů Radovana Schauflera a Jakuba Roskovce, během níž byla u kostela vybudována také zvonice se dvěma zvony.
V domě se nachází bohoslužebný prostor s kapacitou 150 lidí, ve kterém jsou od roku 1992 umístěny píšťalové varhany zbudované německou společností Orgelbau Wünning. Na čelní stěně kostela visí oltářní obraz od Miroslava Rady nazvaný Ježíš Kristus včera i dnes tentýž i na věky. V objektu je poskytováno též ubytování církevním návštěvám. Vedle toho se v kostele pořádají i svatby nebo pohřby a s ohledem na akustické parametry prostoru také koncerty či nahrávání kompaktních disků.

## Historie

### Vznik sboru a hledání vlastního objektu
V prosinci roku 1939 byl ustaven filiální sbor v Kobylisích spadající pod libeňský sbor. Nově vzniklý sbor tvořili jednak evangelíci z kobyliské Jednoty českobratrské (od roku 1966 Církev bratrská) a jednak členové Českobratrské církve evangelické z Kobylis a okolí, kteří původně patřili do libeňského sboru. Ke svým shromážděním se věřící scházeli v prostorách kobyliské školy a během druhé světové války, kdy byla církev ze škol vyhoštěna, se bohoslužby konaly v modlitebně Jednoty českobratrské. Od roku 1942 si sbor pro svá setkání pronajal truhlářskou dílnu v Rumburské ulici (mezi roky 1946 a 1992 se ulice jmenovala Rudé armády, poté Klapkova). Ke sboru od roku 1940 (dle jiných zdrojů až 1950) navíc patřila i kazatelská stanice letních shromáždění v Troji, v oblasti Na Farkách.

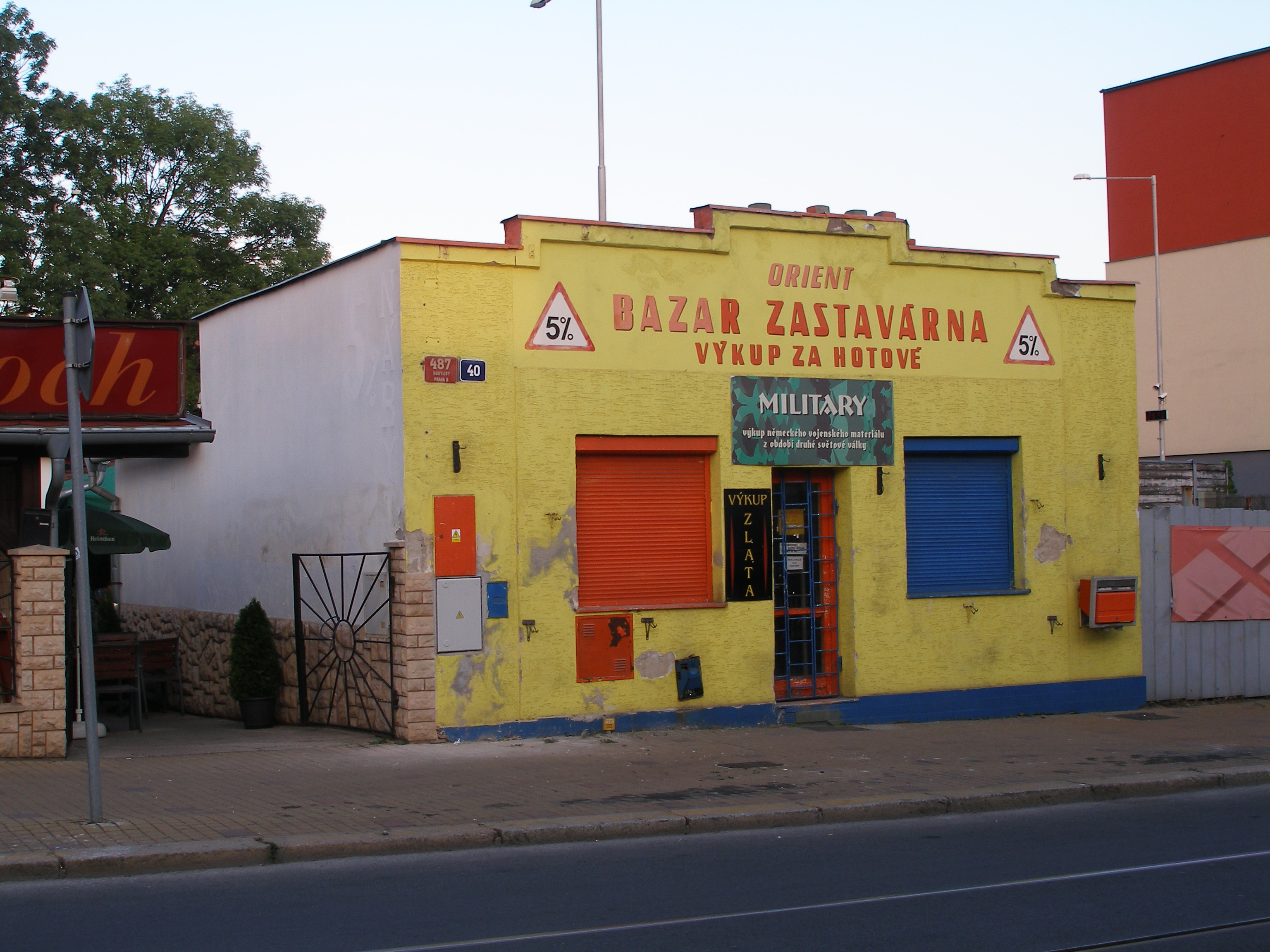
Objekt někdejší modlitebny v Klapkově ulici využívaný v letech 1942–1971 (stav ze září 2012)

Po válce se sbor snažil získat pozemky na stavbu vlastního kostela. Z odkazů svých členů sice vlastnil několik parcel v Kobylisích, ale o ty přišel vlivem účelových machinací státních organizací. Nepovedlo se ani získat některý z objektů ze zkonfiskovaného, původně německého majetku. Roku 1956 ale sbor zakoupil objekt truhlářské dílny v Rumburské ulici, v níž tou dobou konal svá shromáždění, a následujícího roku začal s tvorbou plánů na přestavbu budovy na sborový dům. Ten měl podle požadavků sboru obsahovat modlitebnu pro 150 lidí, v jejíž zadní části se měl nacházet prostor pro varhany. Dále měl obsahovat sborovou místnost o kapacitě 50 lidí a kuchyňku v její blízkosti, ústřední topení a byt 3+1 pro faráře sboru. Synodní rada, nejvyšší orgán Českobratrské církve evangelické, si k tomu ještě doplnila požadavek na čtyři pokoje pro ubytování jejích hostů. S návrhem na úpravu dosavadní truhlářské dílny státní správa souhlasila a následně se hledal způsob jejího financování. Ten byl zvolen formou daru nebo půjčky z prostředků církve či Jeronymovy jednoty a dále z prostředků členů sboru. Ovšem ani církev, ani Jeronymova jednota potřebnými financemi nedisponovaly a navíc stavbu nedokázal do svého plánu zahrnout ani žádný z tehdejších stavebních podniků. K přestavbě tak nedošlo.
Když se roku 1964 začala plánovat asanace před výstavbou sídlišť Severního Města, nacházel se objekt modlitebny v prostoru, jenž se měl stát součástí této úpravy. Pravděpodobnost výstavby náhradní sakrální budovy na socialistickém sídlišti byla malá. Sbor měl v tu dobu téměř tisíc členů. Představitelé kobyliského sboru se proto rozhodli prostřednictvím sekretáře Světové rady církví požádat o finanční prostředky na výstavbu kostela ze zahraničních zdrojů. Vhodný pozemek pro výstavbu modlitebny se sbor snažil nalézt ve spolupráci s Útvarem hlavního architekta hlavního města Prahy formou náhrady za státními orgány dříve odebrané parcely. O rok později (1965) navíc skončila nájemní smlouva na pozemek v ulici U Školské zahrady, na němž sborový dům dnes stojí. Pozemek nakonec připadl do vlastnictví sboru.

### Výstavba kostela
Vlivem společenského uvolnění na konci šedesátých let 20. století i díky zapojení architekta několika evangelických kostelů Bohumíra Kozáka spolu s tehdejším farářem kobyliského sboru Jaroslavem Němcem Ondrou, jenž tou dobou zastával také funkci generálního sekretáře mezinárodní Křesťanské mírové konference, se zdařilo stavbu zahájit. Příslib zahraničního financování také napomohl zařazení stavby do plánu stavebního podniku.

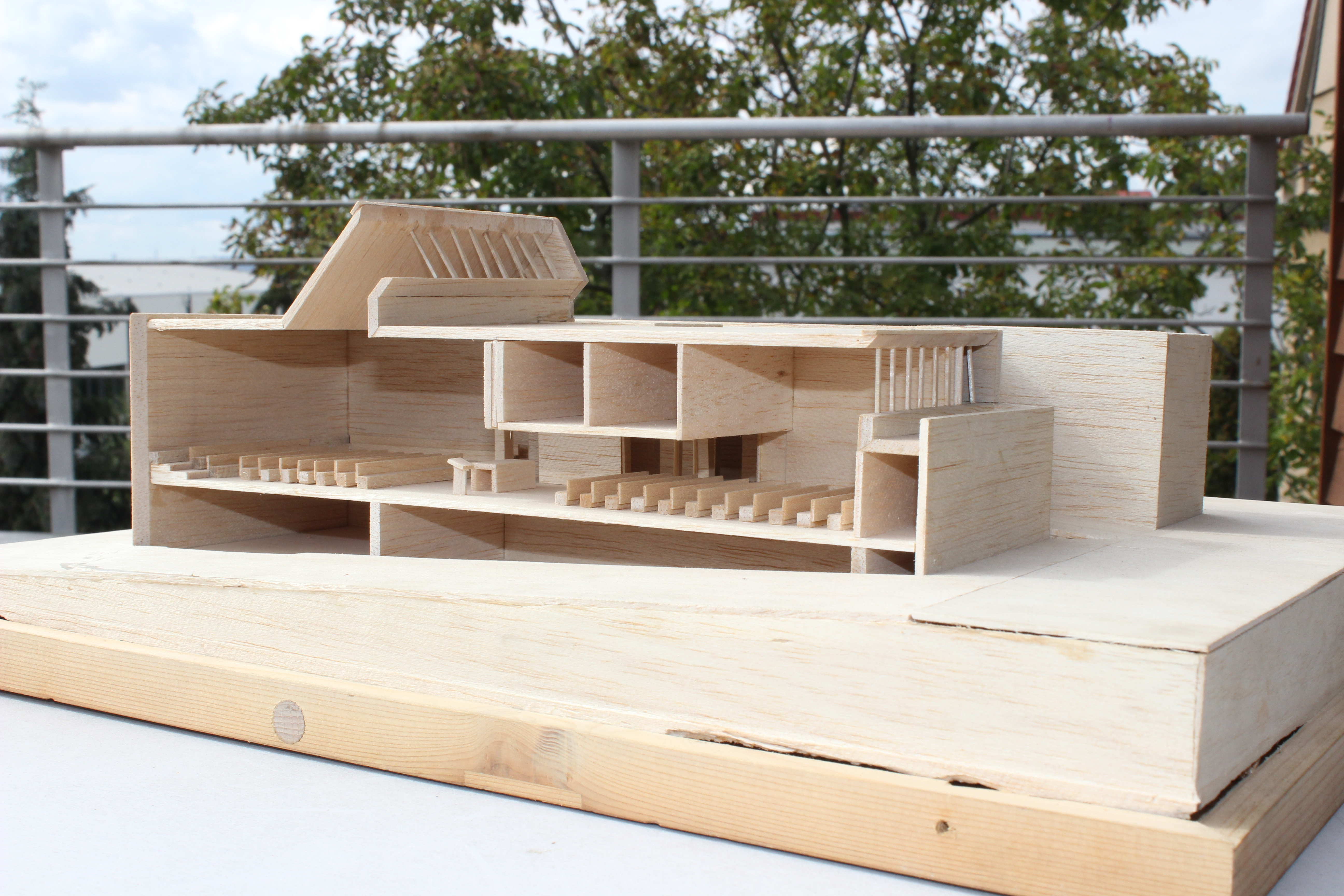
Prvotní (nerealizovaný) Giselův návrh podoby kostela

Návrhů na stavbu kostela se objevilo několik, a sice od architektů Ferdinanda Kouby, jeho syna Radka, dále Antonína Turka a Jaroslava Zbořila. Svůj návrh podal také architekt Kozák a právě ten staršovstvo sboru vybralo a doporučilo k realizaci. Ač jej schválili i úředníci z Útvaru hlavního architekta, nakonec se ukázalo, že by jeho realizace byla příliš nákladná. Synodní rada proto roku 1967 doporučila změnu plánů a do finálního výběru zařadila jak Kozákův projekt, tak návrh švýcarského architekta Ernsta Gisela, kterého zkontaktovala díky známostem českobratrského faráře Eugena Zeleného, tehdy tajemníka Synodní rady. Gisel měl v té době za sebou návrh divadla v Grenchenu či kongresového centra v Davosu a svými pracemi si získal mezinárodní uznání. Staršovstvo sboru ale jeho návrh, který představoval vybudování nízkého domu ve stylu izraelských staveb, označilo za nepraktický a odmítlo jej. Vyzvalo proto ještě autory dříve vyřazených návrhů, architekty Turka a Zbořila, aby své plány přepracovali. Nakonec se ale staršovstvo rozhodlo názor Synodní rady respektovat a budova se začala stavět podle Švýcarova návrhu. Ten svůj projekt roku 1968 církvi daroval.
S výstavbou budovy se začalo během září 1969 a datum jejího otevření stanovila Synodní rada na 6. června 1971. Během budování objektu staveniště dvakrát navštívil architekt Gisel, aby osobně zkontroloval průběh prací. Původně naplánovaný termín dokončení ovšem nedokázal dodavatel stavby splnit. Díky dobrovolné práci členů sboru, především na okolních úpravách kostela, se to však podařilo. Poslední bohoslužby v původních prostorách se konaly v neděli 30. května 1971 a kázala při nich Julie Matoušková. Následující neděli (6. června) se věřící sešli před někdejší modlitebnou a průvodem se vydali k novostavbě. Před ní se přítomní shromáždili a tehdejší nejvyšší představitel církve synodní senior Václav Kejř předal jeden klíč od budovy faráři sboru Janu Karasovi a druhý H. Puffertovi, vedoucímu odboru Světové rady církví pro mezinárodní pomoc v Evropě, jenž ze své pozice zajišťoval finanční prostředky pro stavbu. Poté účastníci vstoupili do budovy a obsadili i prostory kolem objektu. V kostele se uskutečnila bohoslužba, při níž kázal senior Kejř. Kolem budovy shromážděným posluchačům bylo kázání přenášeno pomocí rozhlasu. Po kázání uvítal přítomné, mezi nimiž byli i zástupci šestnácti zahraničních církví, synodní kurátor Pavel Šimek a promluvil rovněž Eugen Zelený. V odpoledních hodinách se pak uskutečnila další část slavnosti, kterou svým kázáním uvedl senior Pražského seniorátu Bohumil Betka. Obou částí programu se účastnili hosté jak z Československa, tak ze zahraničí, včetně architekta Ernsta Gisela.
Stavba je jediným kostelem Českobratrské církve evangelické postaveným mezi roky 1952 až 1989. Ve stejné době jako objekt v Kobylisích (1969–1971) se stavěl také římskokatolický kostel svatého Josefa v Senetářově v okrese Blansko.
V následujících letech se sbor v Kobylisích rozrůstal díky příchodu nových členů z dokončovaných sídlišť v okolí. Současně se pokoje využívaly k ubytování hostů jak z Východního (NDR), tak také ze Západního Německa (NSR).

### Rekonstrukce

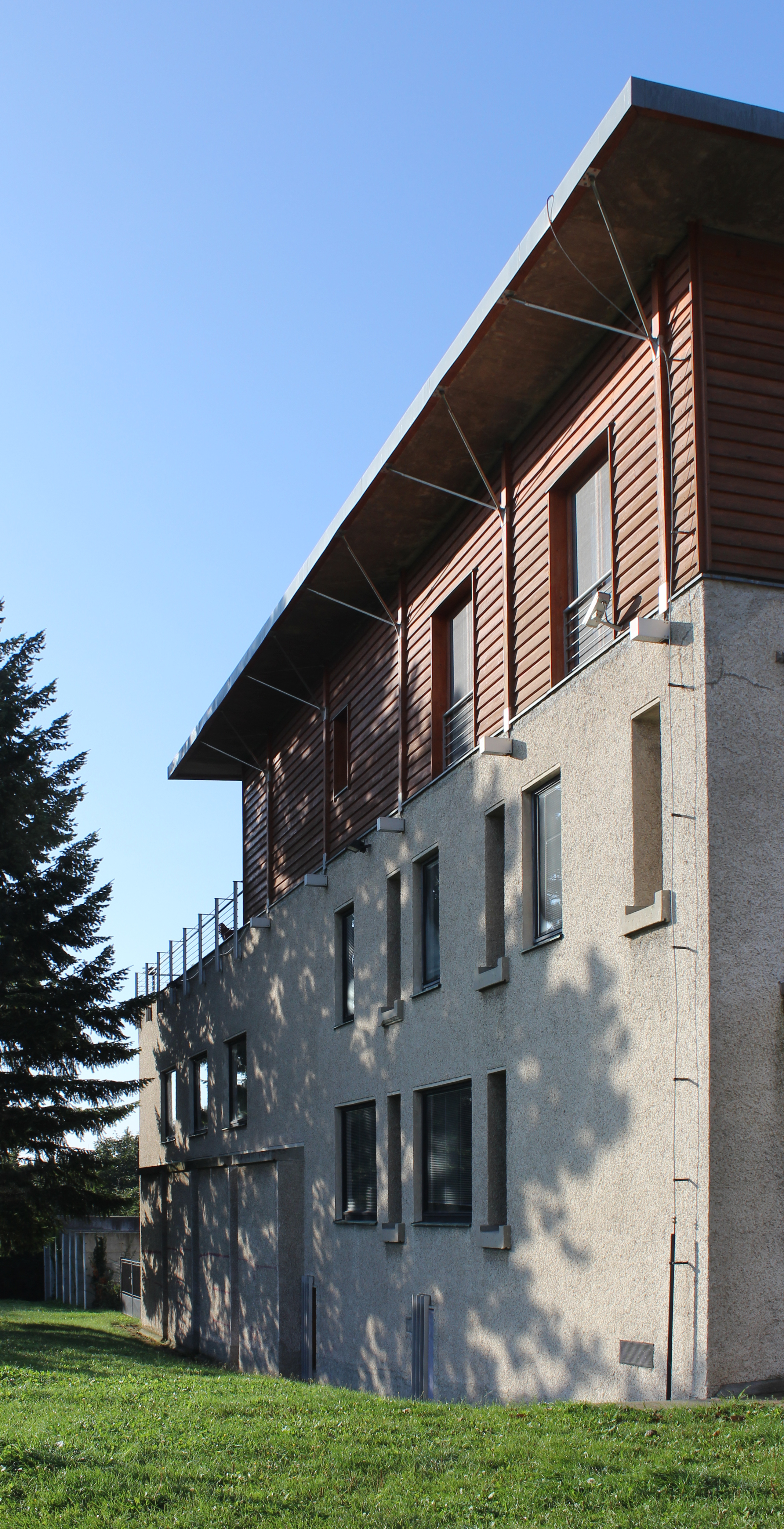
Východní průčelí objektu (zděná je původní Giselova stavba, na kterou bylo přistavěno dřevem obložené patro)

V roce 1986 odešel Jan Karas do důchodu a vystřídal ho nový farář Jiří Štorek. Za jeho působení rozhodlo v únoru 1993 staršovstvo sboru o spojení nutných oprav technického zázemí objektu s provozními úpravami a kapacitním rozšíření domu. Po letech provozu se totiž projevily nedostatky, jež bylo potřebné odstranit. Mezi ně se řadila nemožnost oddělit bohoslužebné prostory od ubytovacích a od služebního bytu. Dále vlastní stavba navenek nepřipomínala sakrální objekt a jevila se uzavřeně. Navíc vlivem nekvalitního provedení během výstavby na přelomu šedesátých a sedmdesátých let zatékalo střechou do budovy a docházelo též k poruchám vodovodních rozvodů.
Přestavba se prováděla podle návrhu českého architektonického ateliéru Radovana Schauflera a Jakuba Roskovce, schváleného staršovstvem v roce 1995. Ten vedle oddělení jednotlivých provozních částí budovy také umožňoval provádět stavební práce po samostatných etapách a bez přerušení provozu v domě. Během úvodní etapy, započaté roku 1996, došlo k přesunu ubytování do podzemního podlaží, kde vznikly čtyři pokoje. Poté prošly úpravou obě nadzemní podlaží, nad které se přistavělo patro třetí se dvěma služebními byty. Navíc přibyl i výtah, díky čemuž je objekt kompletně bezbariérový. Součástí přestavby se také stala úprava vstupní části a prostoru do ulice U Školské zahrady. Zde také byla na přelomu let 2000 a 2001 vystavěna zvonice a na ni osazeny dva zvony. Finančními prostředky na stavbu přispěli jak jednotlivci, tak organizace, mezi nimi například Magistrát hlavního města Prahy, Česko-německý fond budoucnosti, Nadace Divoké husy, Výbor dobré vůle – Nadace Olgy Havlové nebo třeba Daewoo Leasing Czech Republic.
Návrh ateliéru Schaufler–Roskovec navíc ještě obsahoval další rozšíření podzemní ubytovací části o sedm pokojů, které by se nacházely v prostorách stávající zahrady. Na tomto podlaží měla vzniknout i kaple. V přízemí by měl být dobudován ještě víceúčelový sál s malou kuchyňkou a na něj měla plynule navázat rovná zahrada, jejíž součástí by byla i střecha nového ubytovacího křídla a kaple. Na východní straně zahrady by stála konstrukce z trubek porostlých břečťanem, ke které měly být připevněny nerezové kolumbární schránky. Tyto úpravy již nebyly z finančních důvodů realizovány. Sbor proto roku 2011 u příležitosti čtyřicátého výroční otevření kostela vydal brožurku „Otevřeno / Open“, která má případným donátorům přestavbu objektu představit a seznámit je s plány a záměry.
Od Svatého ducha roku 1997 nese stavba pojmenování „Kostel U Jákobova žebříku“, které odkazuje na biblický příběh o Jákobově žebříku – i zde je poutníkům umožněno přespat a mají tu možnost rozjímat a vytvořit pomyslné spojení mezi nebem a zemí.

## Exteriér

### Budova

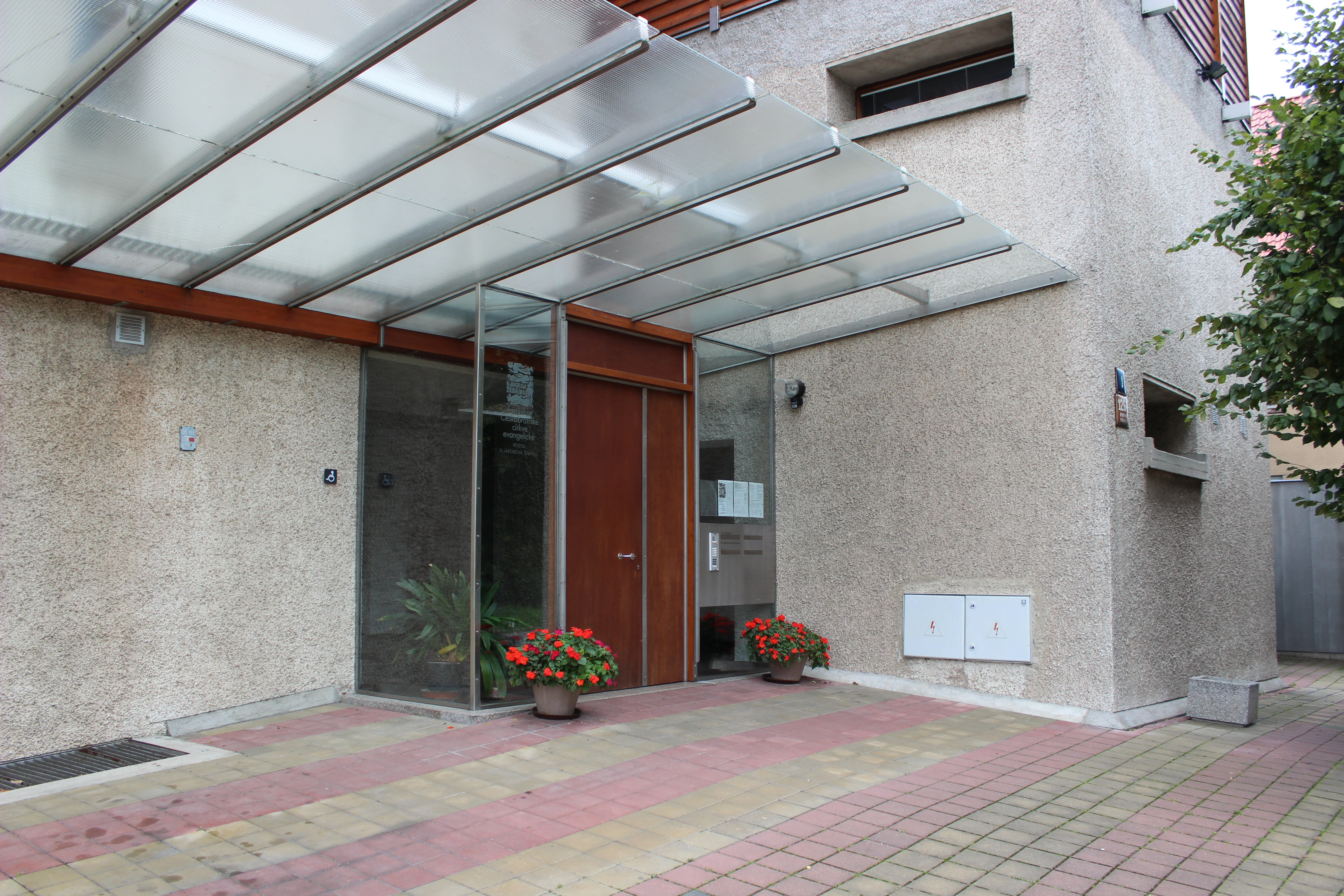
Upravený vstup do objektu

Podloží budovy tvoří zvětralý pískovec a objekt je založen na pasech. Samotná stavba je dle Giselova návrhu tvořena dvěma kubickými tělesy o dvou nadzemních a jednom podzemním podlaží. Ve větším, východně umístěném, se nachází modlitebna ve tvaru lichoběžníku a společenská místnost. Oba tyto sály lze vzájemně propojit díky vysouvací mobilní dřevěné stěně. Do západně stojícího, menšího z obou těles byl umístěn byt faráře a též administrativní zázemí. Oba objekty spojuje střední díl s vestibulem. Nosné stěny jsou vyzděny z cihelných bloků a stropy mající rozpon přibližně pět metrů jsou tvořeny monolitickými železobetonovými deskami, jejichž tloušťka dosahuje 200 milimetrů. Boční fasády, ať už východní nebo západní, jsou prolomeny čtvercovými či obdélníkovými okny, z nichž některá jsou umístěna svisle a jiná zas vodorovně. V některých případech se jejich podoba vzájemně liší i mezi dolním a horním patrem. Na východní straně parter obzvláštňují čtyři vedle sebe umístěné mělké rizality. Jižní stěna východního křídla je hladká. Střecha byla plochá, jednoplášťová. Stropy uvnitř jsou tvořeny betonem, do něhož je otištěno bednění z nehoblovaných prken a stěny jsou pokryty hrubými omítkami. Pouze v modlitebně tvoří strop dřevěné obložení stropní konstrukce z ocelových nosníků. Schodiště je železobetonové s nosnou střední stěnou. Jeho jednotlivé stupně jsou tvořeny libereckou žulou. Parapety oken v celé budově jsou ze žuly. V podobě stavby lze nalézt paralelu s tvorbou amerického architekta estonského původu Louise Kahna.
Navržený objekt ovšem nijak nekomunikoval s okolním prostředím. Příchozím se stavba jevila uzavřeně, neboť do ulice měla jen strohé průčelí, ve kterém se nacházelo pouze několik drobnějších oken. Vlastní vstup do budovy byl úzký a samotná stavba nepřipomínala sakrální objekt.
Během úprav v devadesátých letech 20. století došlo ke zvýšení budovy o jedno podlaží, které ovšem nepokrývá plochu celého půdorysu budovy. Zbylá místa tvoří terasa. Přistavěné patro, v němž se nacházejí služební byty, je vyzděno škvárobetonovými bloky suchého zdění, jež jsou osazeny na původní stavbu. Prostor o šířce 150 milimetrů směrem k vnějšímu líci stavby se využívá k tepelné izolaci stěn. Z vnější strany je patro obloženo vodorovnými dřevěnými prkny. Ta jsou pravidelně po třech metrech členěna svislými sloupky, pod nimiž jsou umístěny malé reflektory, jež objekt v noci bodově osvětlují. Některé plochy mezi svislými sloupky jsou navíc prolomeny okny, z nichž některá jsou francouzská. Umístění oken však záměrně není totožné s původní zděnou stavbou, čímž dochází ke vzniku zajímavých efektů. Zastřešení je provedeno dvouplášťovou plochou střechou, která stavbu výrazně přesahuje. Podpírají ji subtilní vzpěry z nerezových trubek ve tvaru vidlice, jež jsou ukotveny do svislých sloupků v dřevěném obložení nástavby. Schodiště mezi druhým a třetím podlažím plynule navazuje na předchozí z nižších podlaží. Zde má ovšem ocelovou konstrukci a jeho jednotlivé stupně z liberecké žuly jsou bez podstupnic. Současně došlo ke zvětšení vstupu, u kterého příchozí před nepřízní počasí chrání zavěšená konstrukce prosklené markýzy, jež probíhá po celém čelním průčelí východní části objektu.
Od 12. září 2021 je na východní stěně kostela osazena pamětní deska upomínající na tři české studenty (Lenku Tučkovou a bratry Michala a Jana Pavelkovi), kteří během srpna 2001 odjeli do albánských hor, odkud se již nevrátili. Lenka Tučková byla členkou kobyliského sboru.

### Zvonice

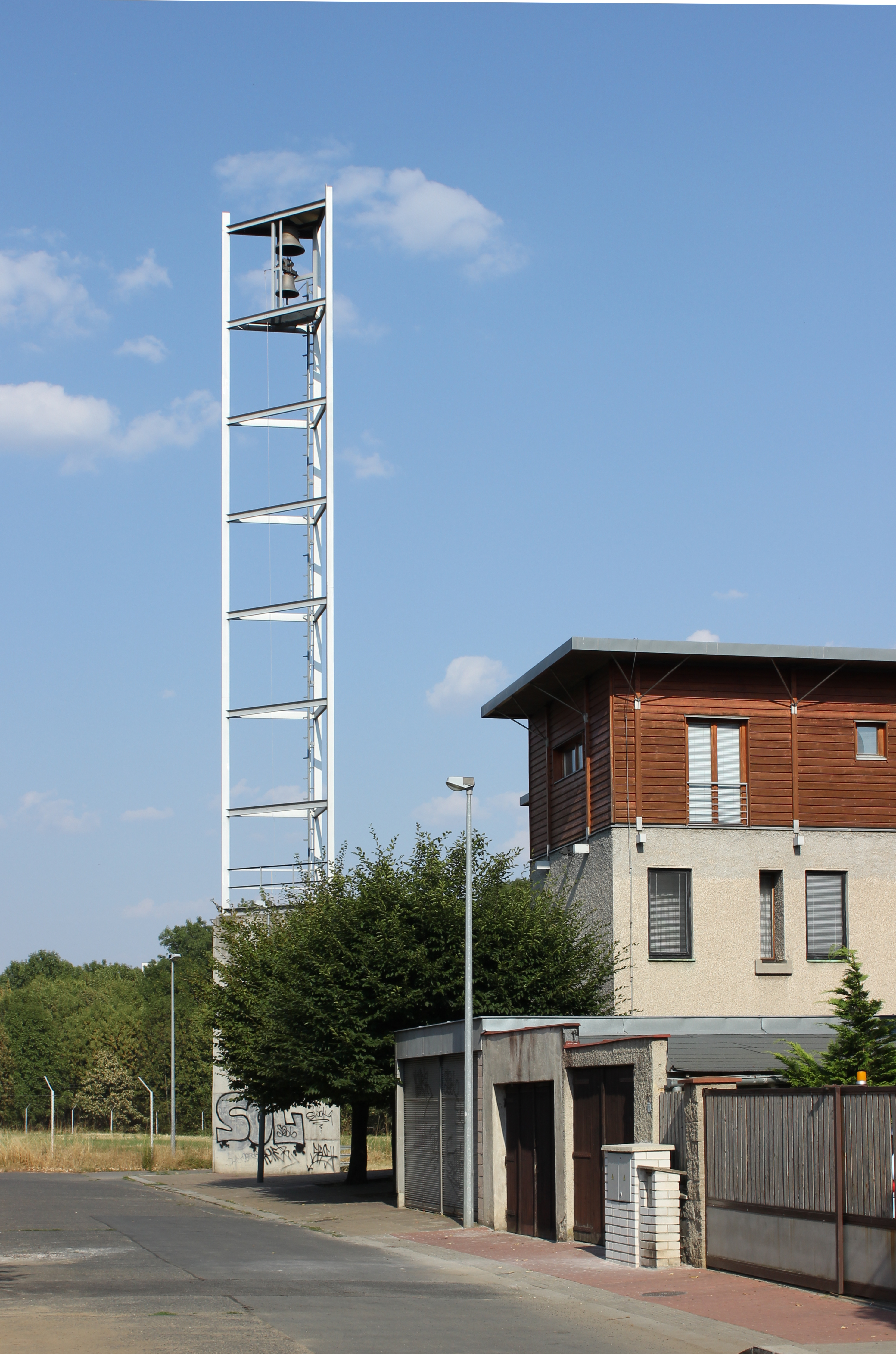
Zvonice u kostela

Během rekonstrukce objektu prováděné dle návrhů architektů Schauflera a Roskovce se severně od kostela roku 2000 vybudovala zvonice o výšce 26 metrů, jež připomíná žebřík. Má trojúhelníkový půdorys. Její základ je tvořen podzemním železobetonovým blokem o rozměrech 4 × 4 × 2 metry. Masivní sokl, zhotovený z pohledového betonu, dosahuje do výšky zděné části sborového domu. Na něj dále navazuje konstrukce z ocelových válcovaných profilů o výšce 20 metrů, jež je tvořená třemi štíhlými sloupy osazenými v rozích soklu. Tyto sloupy jsou vzájemně spojeny vodorovnými ocelovými vazbami, čímž pohledově tato část zvonice vytváří dojem žebříku. Ten má sedm oddílů, přičemž nejvrchnější patro je zvonové.
Vybudování zvonice dalo objektu prvek, který veřejnosti ukazuje, že je sakrální stavbou. Jiné výraznější znaky bohoslužebné stavby totiž kostel nemá.

#### Zvony
Na vrchu zvonice jsou nad sebou osazeny dva zvony. Jejich autorem je zvonař Petr Rudolf Manoušek, který má svou dílnu v pražské Zbraslavi. Výzdobu zvonů provedla Květa Manoušková. Na obou zvonech je svrchu dolů pět nápisů slova „Anděl“ uvedených v pěti různých světových jazycích, a sice v hebrejštině (מלאך‎), řečtině (άγγελος), latině (angelus), češtině (posel) a korejštině (천사).
Pojmenování zvonů odkazuje na anděly z Jákobova žebříku. Vrchní, větší ze zvonů, je pojmenován po andělu sestupujícím. Má průměr 852 milimetrů, hmotnost 336 kilogramů a laděn je na tón B1. Jeho zvonění je řešeno elektricky spínaným kladivem. Naopak jméno pod ním umístěného menšího zvonu, majícího vyšší tón, je dle anděla vystupujícího. Jeho průměr dosahuje 655 milimetrů a hmotnost 176 kilogramů. Laděn je na tón D2. Zvoní se na něj ručně pomocí lanka svedeného do prostoru uvnitř betonového podstavce zvonice.
Na Bílou sobotu 14. dubna 2001 proběhla nad zvony umístěnými na paletách před vstupem do kostela modlitba pronášená tehdejším farářem sboru Jiřím Štorkem a kazatelem korejské části sboru Jong Sil Leem. Následně byly 20. dubna za pomoci autojeřábu vyzvednuty do zvonice a počínaje nedělí Quasimodo geniti (22. dubna 2001) zvoní pravidelně každý den jeden zvon o deváté hodině dopolední a poté též večer v 18 hodin. Těsně před bohoslužbami zní vždy oba zvony, a to v souzvuku velké tercie.
Finančními příspěvky na stavbu zvonice i na pořízení zvonů přispělo několik dárců. Patří mezi ně Česko-německý fond budoucnosti, Diakonie Českobratrské církve evangelické, německá Diakonie, dále manželé Eun-Sup Hong spolu se svou chotí Kil-Ja Kim z Jižní Koreje a též čeští či korejští členové sboru spolu se sousedy z okolí.

## Interiér

### Bohoslužebný prostor

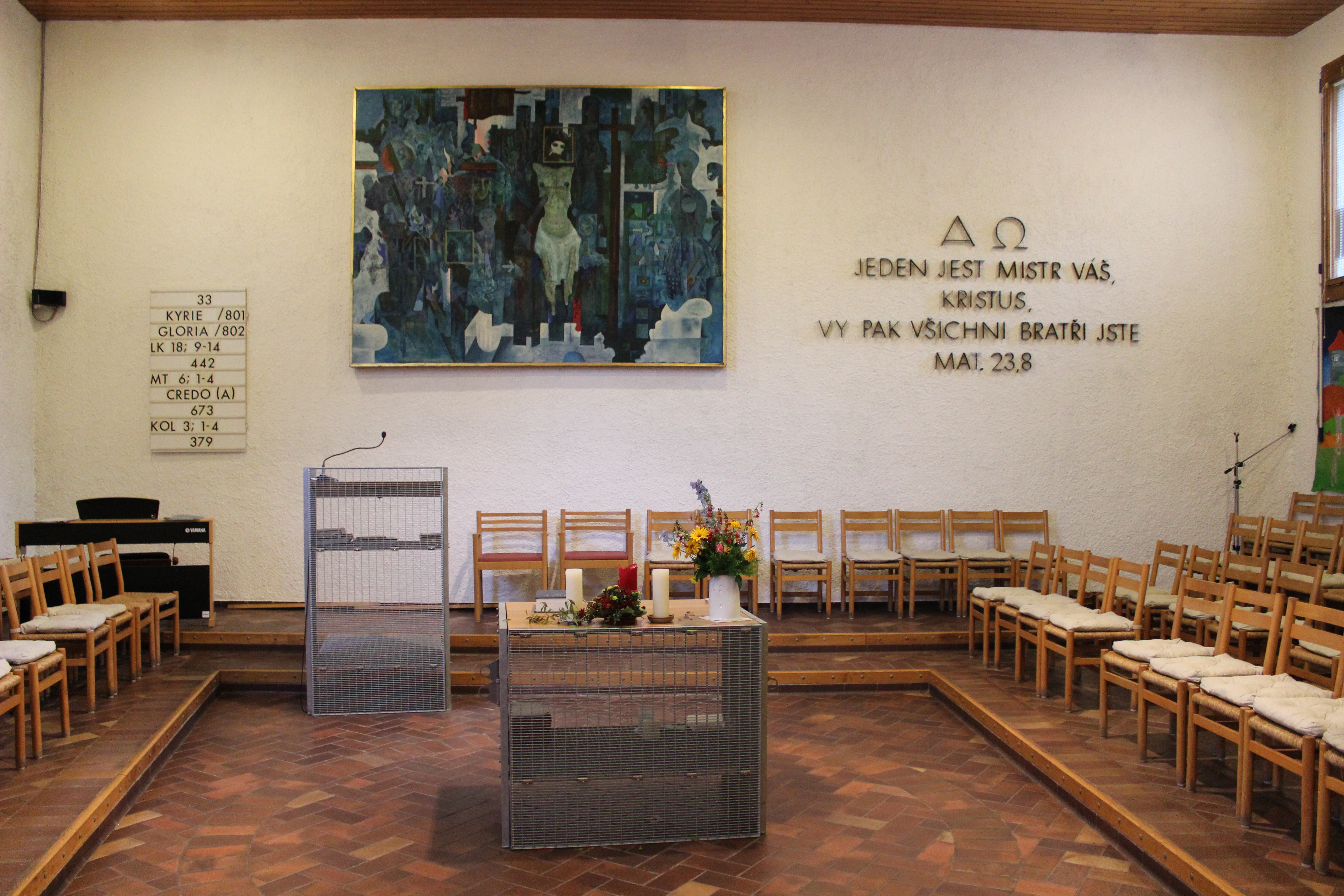
Čelní stěna sálu

Prostor ke shromážděním se nachází v přízemí, vlevo od hlavního vstupu do budovy. Visí v něm tři umělecká díla vytvořená otcem a syny Radovými. Na pravé straně, hned u dveří, je to obraz od Vojtěcha Rady s textem „Zatmělo se slunce, a opona chrámová roztrhla se na polovic. Amen.“ Nad vstupem se nachází kruchta s varhany. V centrální části čelní stěny kostela visí oltářní obraz od Miroslava Rady pojmenovaný Ježíš Kristus včera i dnes tentýž i na věky. Jeho rozměry jsou 275 × 350 centimetrů a autor na něm temperami a olejem pracoval v letech 1973 až 1980. Obraz byl původně namalován pro modlitebnu Radova domovského evangelického sboru ve Vršovicích, po přesunutí místa shromažďování se ale do nové modlitebny nevešel a obraz se díky Jiřímu Štorkovi přestěhoval sem. Vpravo od něj je na zdi uveden biblický text z Matoušova evangelia v kralickém překladu: „Jeden jest mistr váš, Kristus, vy pak všichni bratři jste“. Nalevo od Radova obrazu je na čelní stěně umístěna tabule s písněmi a biblickými texty dané bohoslužby. Šikmo pod ní se nachází kazatelna, před kterou na zemi stávala skleněná plastika nazvaná Koinonia (Společenství). Dílo symbolizovalo přátelství mezi Čechy a Korejci, jenž se v tomto kostele scházejí. Tvůrcem plastiky byl korejský umělec Hong Sung Huan. Asi v roce 2013 však byla poškozena a odstraněna.

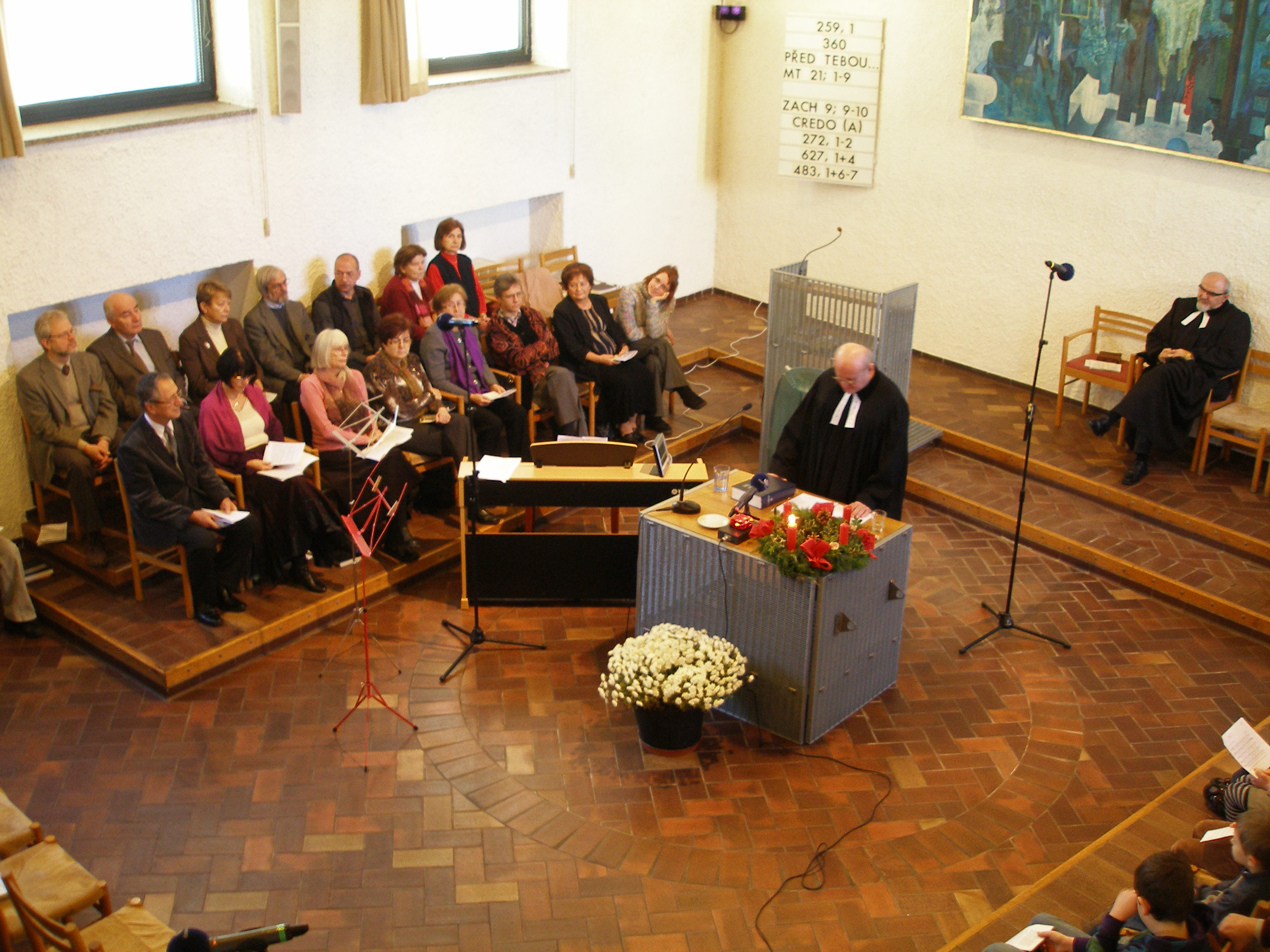
Kázání během rozhlasového přenosu bohoslužeb z kostela

Napravo od kazatelny (ambonu) se na stupínku nacházejí židle, na nichž během bohoslužby usedá farář, kurátor nebo presbyteři. Další stupínky (dva při levé boční stěně kostela a tři po pravé) vytváří vpředu prostor, v jehož středu se nachází stůl Páně, jehož ztvárnění má připomínat archu úmluvy. V sále kostela se nacházejí dřevěné židle pro věřící. U stropu, na opačné straně, než je kruchta s varhany, visí dřevěná plastika Ondřeje Rady pojmenovaná Anděl.

#### Varhany
V kostele se při doprovodu bohoslužeb používaly elektrofonické varhany zapůjčené Synodní radou. Ty v roce 1992 nahradil nástroj píšťalový, jenž patřil mezi troje varhany, které se v roce 1991 rozhodla saská církev darovat sborům Českobratrské církve evangelické. Za stavitele hudebního nástroje zvolil dárce německého varhanáře Georga Wünninga a jeho společnost Orgelbau Wünning z Großolbersdorfu. Varhany mají mechanickou rejstříkovou a tónovou trakturu, jeden manuál (klaviaturu), pedálnici a disponují devíti rejstříky. Sedm z nich je pro manuál – Koppelflöte 8′, Rohrflöte 4′, Prinzipal 4′, Nasat 22/3′, Gemshorn 2′, Terz 13/5′, Mixtura 2′ (4×) – a zbylé dva pro pedály (Subbaß 16′, Pommer 8′). Vedle toho je nástroj vybaven spojkou, která při svém vytažení zajišťuje, že se během hraní na pedálnici rozezní i příslušné píšťaly, které jsou v tu chvíli zapojeny manuálovými rejstříky. Varhany disponují také funkcí Tremolo umožňující nastavit chvění tónu. Pro nastavení rychlosti chvění se využívá vestavěné šoupátko. Přívod vzduchu k píšťalám je zajištěn pomocí ventilátoru poháněného elektromotorem.

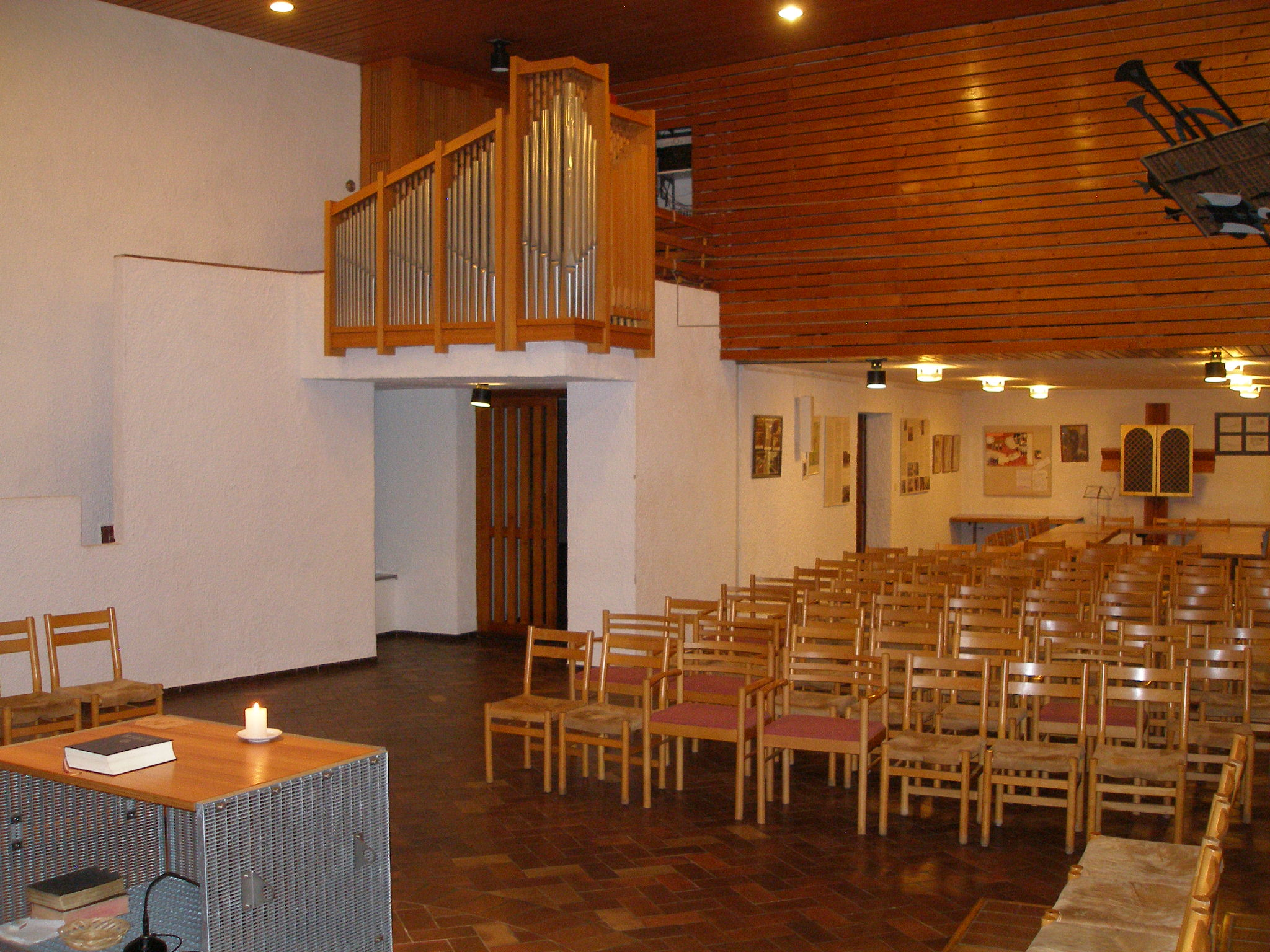
Bohoslužebný prostor s varhanami na kruchtě

Samotný nástroj se řadí mezi malé nástroje. Obsahuje celkem 601 píšťal, z nichž nejkratší dosahuje 1,5 centimetru a nejdelší 2,5 metru. Během jeho stavby se zbourala část zídky kolem kruchty a nahradila se tak zvaným prospektem, tedy pohledovou částí varhan. S ohledem na rozměry a dispozici varhan není zajištěna přímá vizuální komunikace mezi kazatelem a varhaníkem. Tento problém je řešen umístěním zrcadla na stropě modlitebny.
Převoz nástroje z německé dílny do Prahy se uskutečnil poslední dubnový den roku 1992 následně po dobu asi čtyř týdnů probíhala jeho montáž. Po tu dobu nebyl zpěv při bohoslužbách doprovázen žádným nástrojem. Samotné uvedení varhan do služby proběhlo při slavnostních bohoslužbách 31. května 1992, při nichž doprovázel varhaník saské církve. Poslední zpěv (Žalm 150 „Chvaltež Nejmocnějšího“) ovšem shromáždění doprovázel místní kobyliský varhaník Jiří Polák. Tento akt měl symbolicky představovat předání nástroje do užívání.

### Ubytování
K ubytování církevních hostů slouží v domě několik pokojů. Ty se původně nacházely ve druhém podlaží, ale během rekonstrukce došlo k jejich přesunu do prvního podzemního podlaží, kde jsou tak vybudovány čtyři ubytovací místnosti. Přesto po jednom pokoji zůstalo ve druhém, i v přistavěném třetím nadzemním patře. Jsou třílůžkové a pouze v suterénu je jeden čtyřlůžkový. Všechny pokoje jsou jednoduše, ale účelně zařízené. V každém ze čtyř pokojů v prvním podzemním podlaží visí na zdi jeden z obrazů Ondřeje Rady. Jejich tématem jsou výjevy z prvních kapitol evangelií, a sice Marek 1; 8–13, dále Matouš 1; 21–25, Lukáš 1; 28–33 a poslední je inspirován textem Jan 1; 1–14.

## Ocenění stavby
Stavba kostela byla zařazena do několika odborných architektonických výběrů a publikací. Objevila se v průvodci Praha – architektura 20. století sestaveném Michalem Kohoutem, Vladimírem Šlapetou a Stephanem Templem, dále v odborné ročence Česká architektura 2000–2001 zpracované Markétou Cajthamlovou a recenzoval ji též Pavel Halík v časopise Architekt. Spolu se dvěma stavbami z České republiky se dostala do evropské publikace Christliche Sakralbauten in Europa seit 1950 věnující se v celoevropském kontextu církevní architektuře po roce 1950.

## Využití kostela

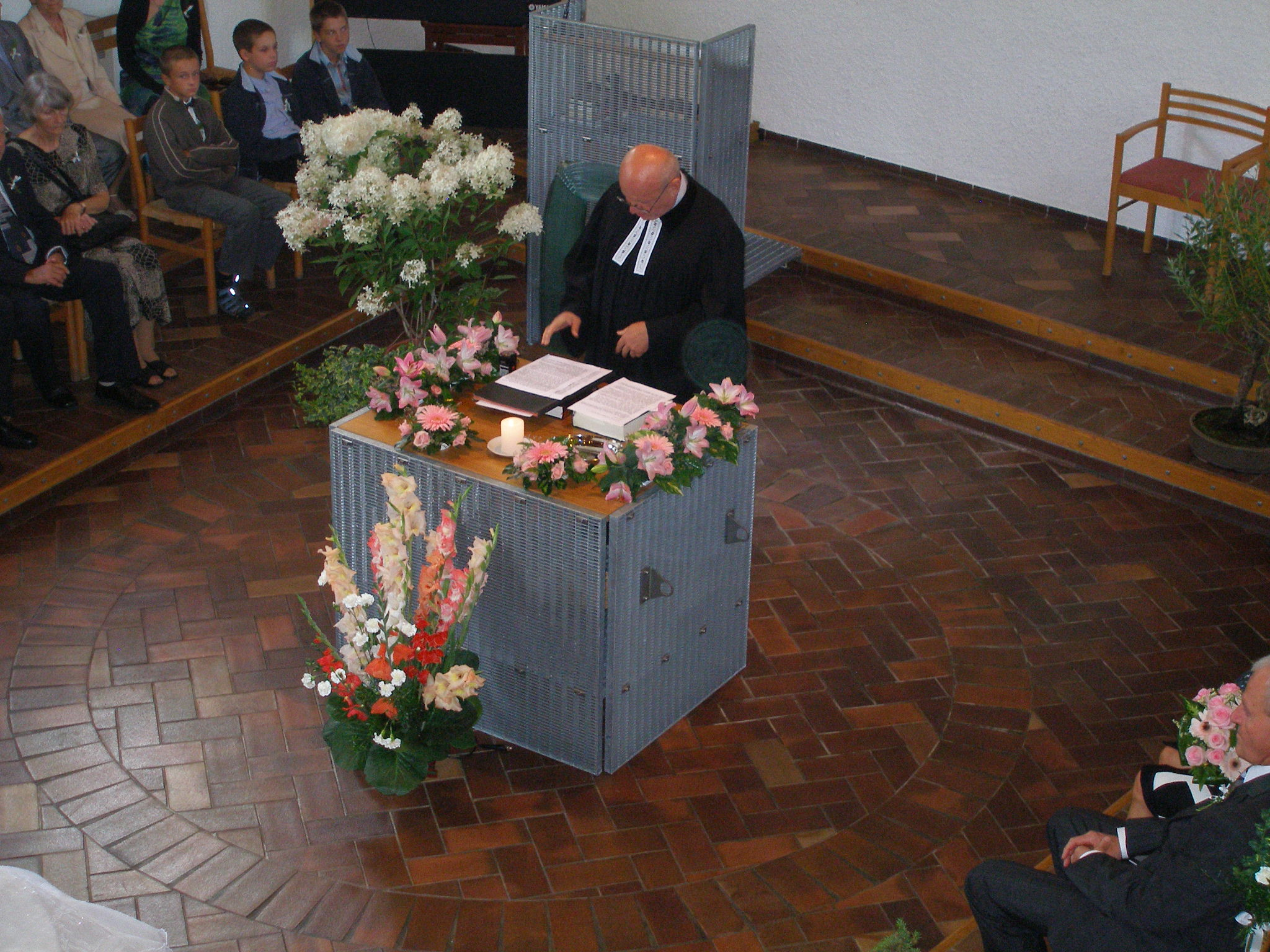
Farář Miloš Rejchrt slouží při svatebním obřadu

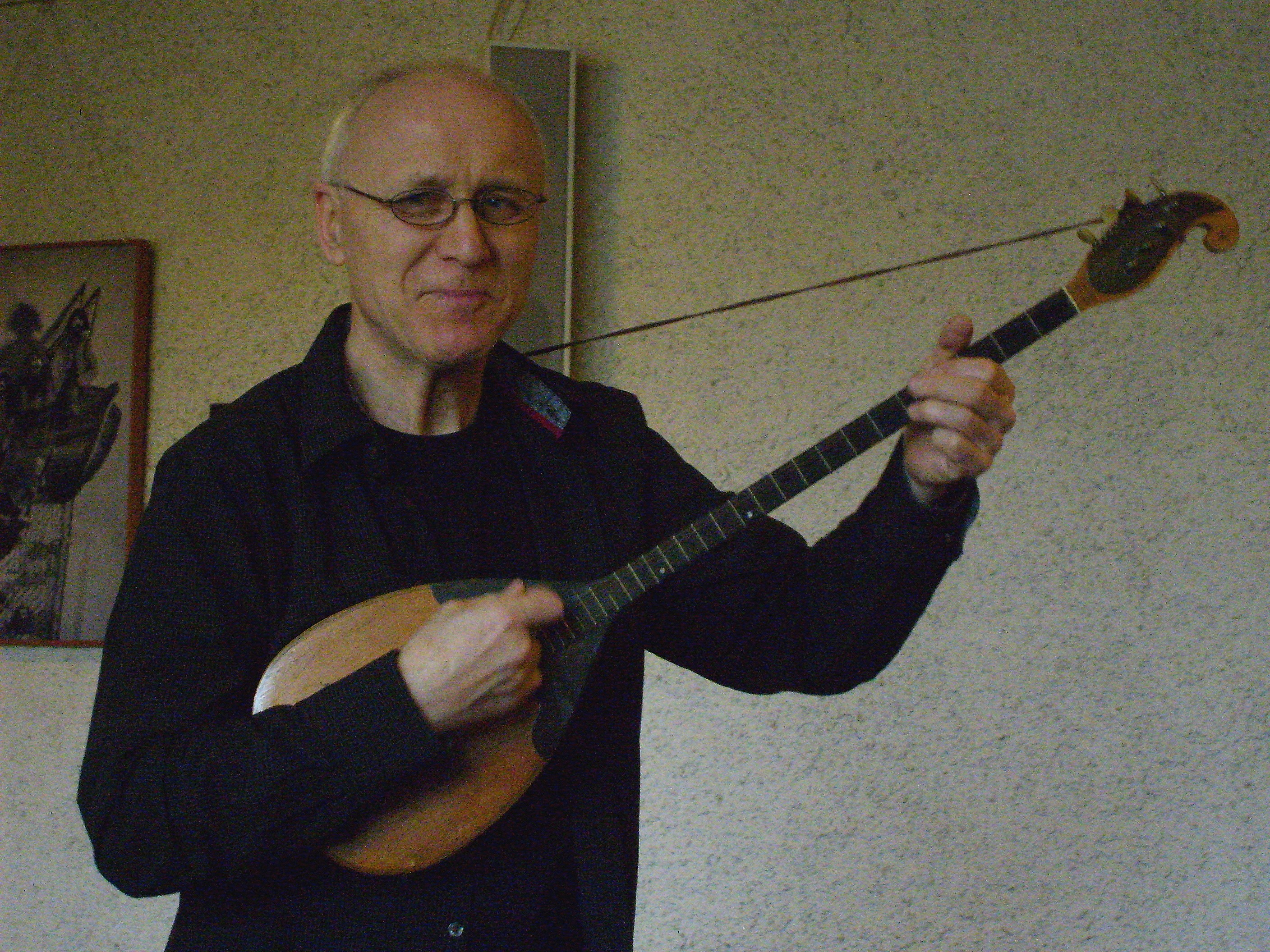
Tomáš Najbrt hraje na brač při koncertě v kostele U Jákobova žebříku

V kostele se každou neděli konají bohoslužby, a sice od 9.30 české, od 11.30 korejské a od 14 hodin v japonštině. Každou první neděli v měsíci kromě letních prázdnin pak bohoslužby mezinárodní, pro všechny tři národnosti dohromady. Další setkání (například biblické hodiny) se v kostele konají i během pracovního týdne. Z bohoslužeb pravidelně jednou ročně uskutečňuje Český rozhlas přímý rozhlasový přenos. Konají se zde jak svatební, tak také pohřební obřady. U příležitosti významných milníků ve školním roce se uskutečňují v kobyliském kostele bohoslužby Bratrské školy, nad níž má tento sbor patronát. V květnu 2013 se v kostele uskutečnila závěrečná bohoslužba třetího zasedání 33. synodu Českobratrské církve evangelické, při níž kázal Hong Jung Lee, generální sekretář Presbyterní církve v Koreji. Od roku 1990 se zde pravidelně schází občanské sdružení Logos Česká republika, jež sdružuje křesťany s homosexuální orientací. Zdejší prostory využívá též Středoevropské centrum misijních studií. Ke svým Valným shromážděním užívá sál kostela i Česká biblická společnost.
Pravidelně od roku 2011 se na přelomu měsíce května a června v prostorách kostela koná Noc kostelů. V roce 2013 během tohoto pořadu pořizovala Česká televize přímé zpravodajské vstupy do vysílání, a sice do pořadu Události v regionech a pak také do své hlavní zpravodajské relace Události. Počínaje rokem 2012 se v září prostory kostela otevírají během Dnů evropského dědictví (EHD).
Kostel se pro kvalitní akustiku také užívá pro koncerty uměleckých těles, například skupin Pláče kočka a Naholou 25, či Kühnova dětského sboru nebo vystoupení kobyliské základní umělecké školy. Koncertovali zde také Bohdan Mikolášek nebo Tomáš Najbrt. Své kompaktní disky v prostorách kostela nahrávalo Stamicovo kvarteto či cembalistka Sylvia Georgieva.